# Dominique-Jean Larrey
Dominique-Jean Larrey (8. srpnja 1776. – 25. srpnja 1842.), francuski kirurg. Bio je glavni kirurg u Napoleonovoj vojsci i jedan od najvećih kirurga svog vremena.
Rođen je u selu Beaudéan u Pirenejima, kasnije se seli u Bordeaux. S trinaest godina postaje siroče, nakon čega odlazi živjeti kod ujaka Alexisa koji je bio šef kirurgije u Toulouseu. Nakon šest godina naukovanja odlazi na studij u Pariz gdje je slušao predavanja jednog od najvećih kirurga tog vremena Pierre-Joseph Desaulta, koji je u to vrijeme bio šef kirurgije u Hôtel-Dieu. 
Bio je glavni kirurg u Napoleonovoj vojsci od Italije 1797. do Waterlooa 1815. Larrey je postao Napoleonov glavni kirurg zato što je mogao amputirati ljudsku nogu u samo 13 sekundi. Za vrijeme Napoleonovih pohoda na Rusiju, kod Borodina Larrey je obavio 200 amputacija u 24 sata. Za vrijeme bitke za rijeku Berezinu obavio je još 300 amputacija. U povijesti je najpoznatiji po tome što je prvi organizirao sanitetska kola (leteće ambulante) kojima su se za vrijeme bitke evakuirali ranjenici. Njegove leteće ambulante bile su u stanju pokupiti ranjenike za manje od 15 minuta. Time je iz temelja reorganizirao ratni sanitet i ubrzao pružanje kirurške pomoći.
Umire 25. srpnja 1842. godine u Lyonu. Larrey se smatra za prvog modernog vojnog kirurga.